# Täby församling, Strängnäs stift
Täby församling var en församling i Strängnäs stift och i Örebro kommun i Örebro län. Församlingen uppgick 2010 i Mosjö-Täby församling.

## Administrativ historik
Församlingen har medeltida ursprung och var till 2010 annexförsamling i pastoratet Mosjö och Täby.
Församlingen uppgick 2010 i Mosjö-Täby församling.

## Kyrkobyggnader
- Täby kyrka.